# Dasanapura, Shikarpur
Dasanapura là một làng thuộc tehsil Shikarpur, huyện Shimoga, bang Karnataka, Ấn Độ.